# Nowokubańsk
Nowokubańsk (ros. Новокубанск) – miasto w Rosji, w Kraju Krasnodarskim, nad rzeką Kubań. Liczy 34 600 mieszkańców (2005). Nowokubańsk został założony w 1867 r. przez rosyjskich żołnierzy-weteranów wojny kaukaskiej. W latach 1942–1943 znajdował się pod okupacją hitlerowską. Po II wojnie światowej szybki rozwój, prawa miejskie od 1966 r. Przemysł spożywczy, w tym winiarski.